# Wanderer W14
La Wanderer W14 (per esteso Wanderer 12/65 PS Typ W14) è stata un'autovettura di fascia alta prodotta  dalla Casa tedesca Wanderer dal 1931 al 1932.

## Caratteristiche
Progettata dal grande Ferdinand Porsche nel primissimo periodo di apertura del suo nuovo ufficio progettazioni (di cui la Wanderer era il più grosso cliente), la W14 sfruttava il telaio della più economica W11 e rappresentò il tentativo della Casa di Chemnitz di penetrare nel segmento di mercato delle auto di lusso. La vettura, disponibile unicamente con carrozzeria cabriolet, era caratterizzata da una mole imponente, grazie ai suoi 5 metri di lunghezza, dati anche dall'allungamento del passo di 10 cm (da 3 a 3.1 metri). La meccanica telaistica era ripresa da quella della W11, con sospensioni ad assale rigido, freno a pedale sulle quattro ruote e freno a mano meccanico che agiva sul retrotreno. Il motore era anch'esso derivato da quello della W11, rispetto al quale erano state però modificate le misure di alesaggio e corsa, passate rispettivamente da 72 e 104 mm a 75 e 112 mm, per una cilindrata salita da 2540 a 2970 cm³. L'alimentazione era affidata ad un carburatore Solex e la potenza massima era di 65 CV a 3400 giri/min, quanto bastava per far raggiungere alla vettura una velocità massima di 105 km/h.

La vettura fu presentata al Salone di Parigi del 1931 e fu posta in vendita ad un prezzo di 12.900 RM. Il successo tuttavia non arrivò e la W14 fu tolta dal listino già l'anno seguente dopo essere stata prodotta in appena 24 esemplari. La sua erede W23 sarebbe arrivata solo cinque anni dopo, nel 1937.